# زارزا-كابايلا
بلدية زارزا-كابايلا (بالإسبانية: Zarza-Capilla)‏, هي إحدى بلديات مقاطعة بطليوس, التي تقع في منطقة إكستريمادورا, والتي تقع في غرب إسبانيا.
يبلغ عدد سكانها 483 نسمة وفقاً لإحصائية سنة (2002).